# Christopher Street – Sheridan Square
Christopher Street – Sheridan Square – stacja metra nowojorskiego, na linii 1 i 2. Znajduje się w dzielnicy Manhattan, w Nowym Jorku i zlokalizowana jest pomiędzy stacjami 14th Street i Houston Street. Została otwarta 1 lipca 1918.